# Горбунова Лідія Миколаївна
Горбунова Лідія Миколаївна — кандидат юридичних наук, доцент, Заслужений юрист України.
Народилася 20 грудня 1956 р. в с. Лутайка Прилуцького району Чернігівської області.
В 1989 р. отримала вищу освіту на юридичному факультеті Київського державного університету ім. Т. Г. Шевченка.
Трудову діяльність розпочала монтажником та регулювальником електротехнічних та радіотехнічних приладів Київського заводу електронних обчислювальних та управляючих машин.
- З 1989 р. до 1991 р. — юрисконсульт на Київському заводі електронних обчислювальних та управляючих машин.
- З 1991 р. до 1992 р. — начальник юридичного бюро інституту «Укрндіпродмаш», м. Київ
- З 1992 р. до 1993 р. — юрисконсульт НВО «Харчопром».
- Протягом 1993 — 1997 рр. обіймала посади від провідного консультанта до першого заступника начальника управління в Міністерстві юстиції України.
- У 1997 році очолювала управління юридичного забезпечення Національного агентства України з реконструкції та розвитку.
- З жовтня 1997 р. — начальник управління державної реєстрації нормативних актів Міністерства юстиції України.
- З листопада 1998 р.[1]  по 4 жовтня 2001 р.[2] — заступник Міністра юстиції України.
- З жовтня 2001 р. по липень 2003 р. — заступник Державного секретаря Міністерства юстиції України.
- З липня 2003 р.[3] по травень 2007 р. — заступник Міністра юстиції України.
- З вересня 2007 р. по серпень 2008 р. — проректор з юридичних питань Київського міжнародного університету.
- 3 вересня 2008 р. — завідувач Центру кодифікаційних робіт Інституту законодавства Верховної Ради України.
- З 24 березня 2010 р.[4] по 15 березня 2011 р.[5] — заступник Міністра юстиції України.

Під її керівництвом було створено та впроваджено в життя Єдиний державний реєстр нормативно — правових актів, а також офіційне наукове видання «Бюлетень Міністерства юстиції України».
Як керівник Експертної групи з підготовки проєктів міжнародних договорів України про правовідносини та правову допомогу у цивільних та кримінальних справах провела понад 20 офіційних переговорів на міждержавному рівні щодо укладення міжнародних договорів.
Брала участь у розробці численних законопроєктів у сфері конституційного, адміністративного, соціального законодавства.
Автор багатьох актуальних наукових статей у юридичних та наукових виданнях. У 2005 році захистила дисертацію на тему: «Підзаконні нормативно — правові акти: організаційно — правові питання забезпечення законності».
Нагороджена орденом «За трудові досягнення» Міжнародного відкритого рейтингу популярності та якості, почесною грамотою Кабінету Міністрів України, відомчими відзнаками та численними подяками, отримала звання «Заслужений юрист України».
Одружена, має двох синів.